# پوی

پوی شهری در شهرستان سولنزو در استان بانوا در بورکینافاسوی غربی است و جمعیت آن ۱,۰۵۹ نفر است.